# Marie-Christine Descouard

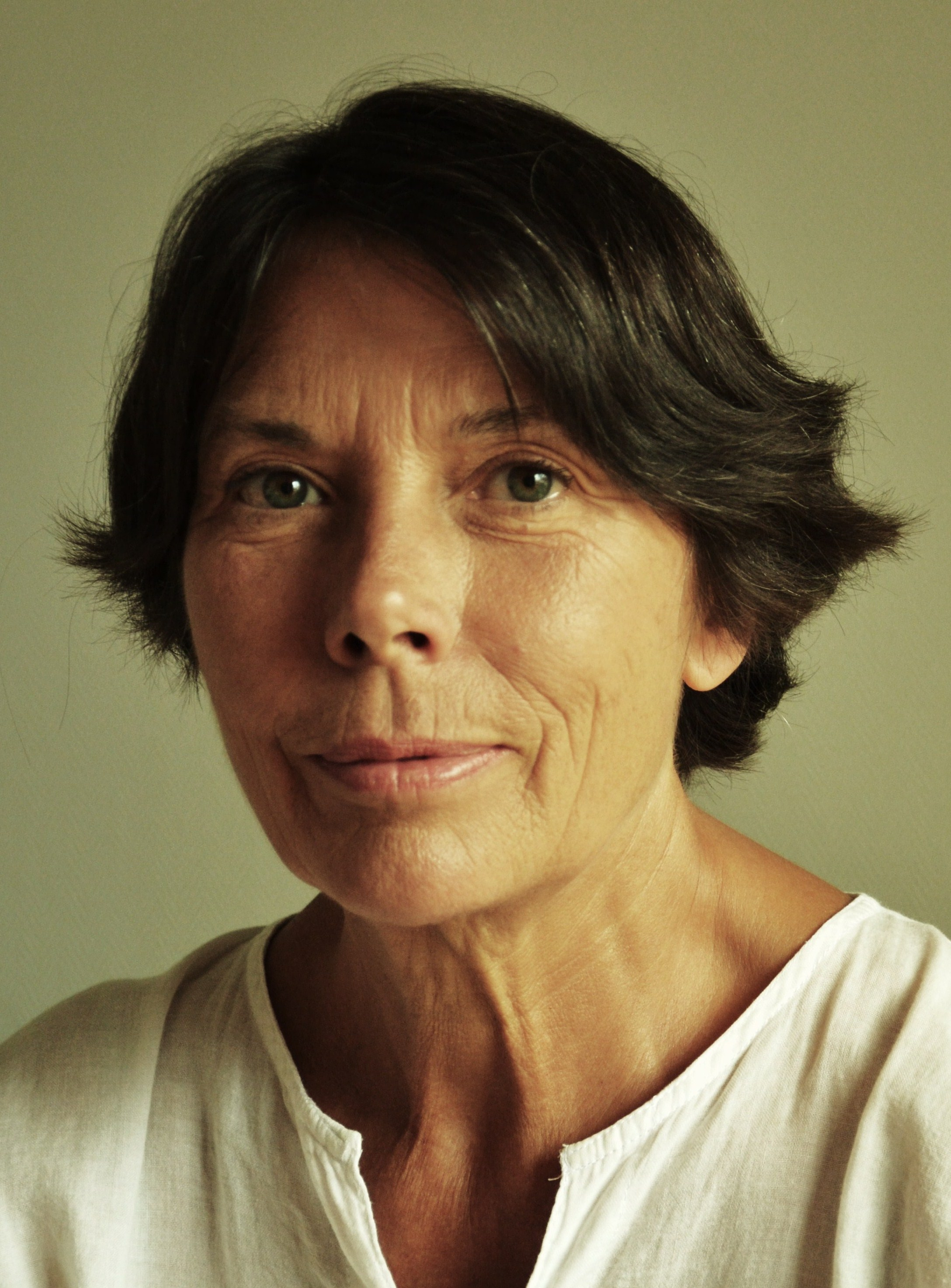
Marie-Christine Descouard

Marie-Christine Descouard ist eine französische Schauspielerin.

## Leben
Marie Descouard spielte Anfang der 1980er Jahre an der Seite bekannter Stars wie Alain Delon und Jean-Paul Belmondo in Filmen mit. Meist spielte sie die Geliebte der jeweiligen Protagonisten. Die bekanntesten Filme, in denen sie wirkte, sind Der Kämpfer von Alain Delon, Der Profi von Georges Lautner und die Komödie Fröhliche Ostern vom selben Regisseur.